# Refuge faunique national de Pea Island
Le refuge faunique national de Pea Island (anglais : Pea Island National Wildlife Refuge) est un National Wildlife Refuge, c'est-à-dire une aire protégée destinée à la préservation de la faune et de la flore, situé au nord-est de l'État de Caroline du Nord. Il est administré par le United States Fish and Wildlife Service.

## Description
Le refuge se trouve à l'extrémité nord de l'île Hatteras, dans la région des Outer Banks à 16 km au sud de Nags Head.
Son intérêt principal est la sauvegarde de l'habitat des nombreux oiseaux migrateurs, notamment l'oie des neiges, la sauvagine et les oiseaux de proie. De nombreux visiteurs peuvent également y pratiquer des nombreuses activités de pleine nature, la pêche, la photographie et l'observation de la vie sauvage.
La création du refuge remonte à 1937. Sa superficie est de 127,61 km2 dont 104 km2 recouverts d'eau. il mesure environ 21 km de long sur une largeur maximale d'un kilomètre. Il est administré avec le refuge faunique national d'Alligator River voisin. En plus d'une équipe d'une trentaine de personnes employées, le refuge bénéficie de l'apport du travail de nombreux volontaires, ce qui représente une somme de 350 000 heures de travail par an.
Pea Island est reconnu comme un paradis pour les oiseaux, le nombre de visiteurs par an est de 2 700 000, les passionnés d'ornithologie en constituent la plus grande part.

## Histoire naturelle
Le refuge est essentiellement constitué de dunes et de plages avec un mélange d'eaux douce et salée dans de nombreux marais maritimes tels que le North Pond. Au total, 365 espèces d'oiseaux, 25 de mammifères, 24 de reptiles et 5 d'amphibiens sont recensées dans le refuge. Les espèces animales en danger présentes sont l'alligator d'Amérique, l'esturgeon à museau court, le loup rouge, le pic à face blanche, le sterne de Dougall, le lamantin des Caraïbes, le pluvier siffleur, le faucon pèlerin et de nombreuses espèces de tortues.

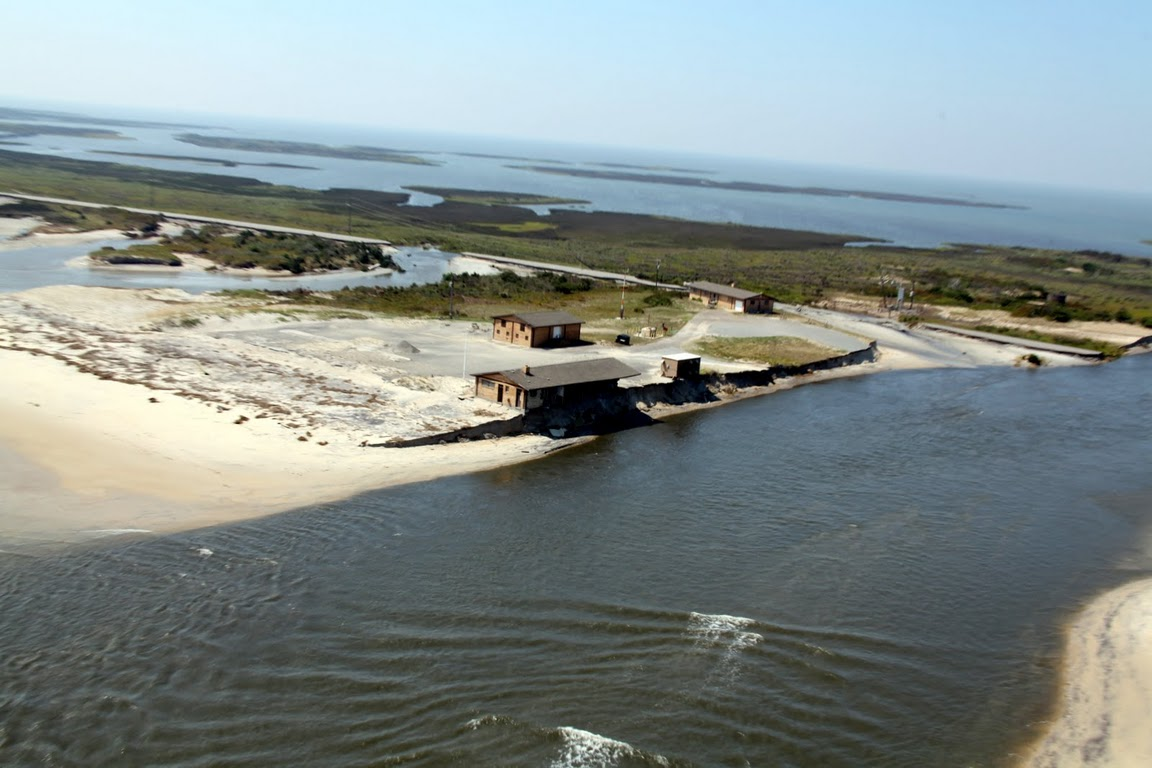
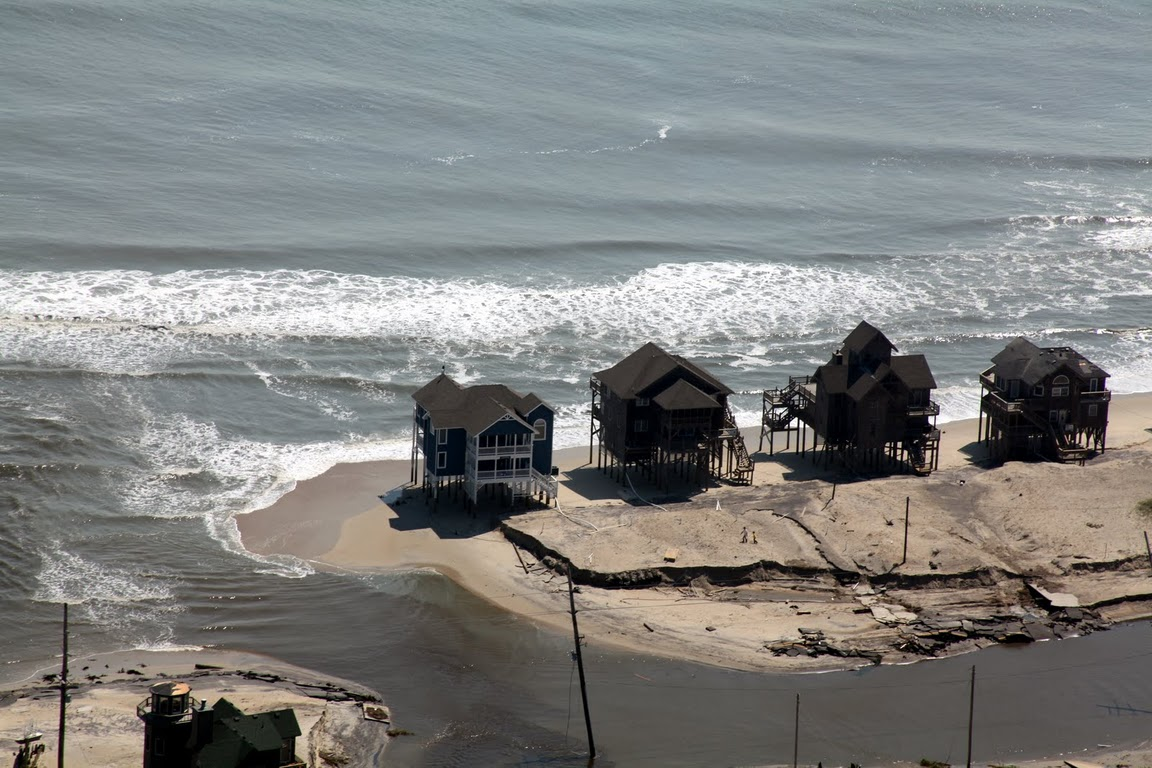
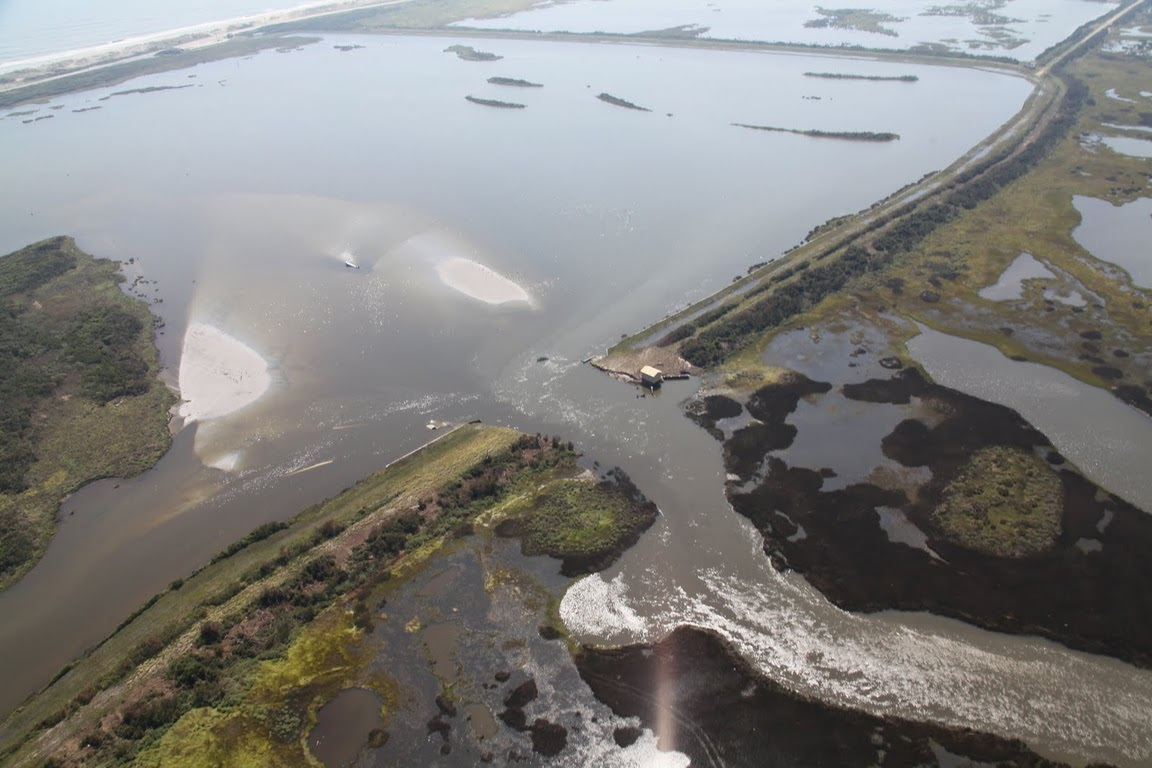
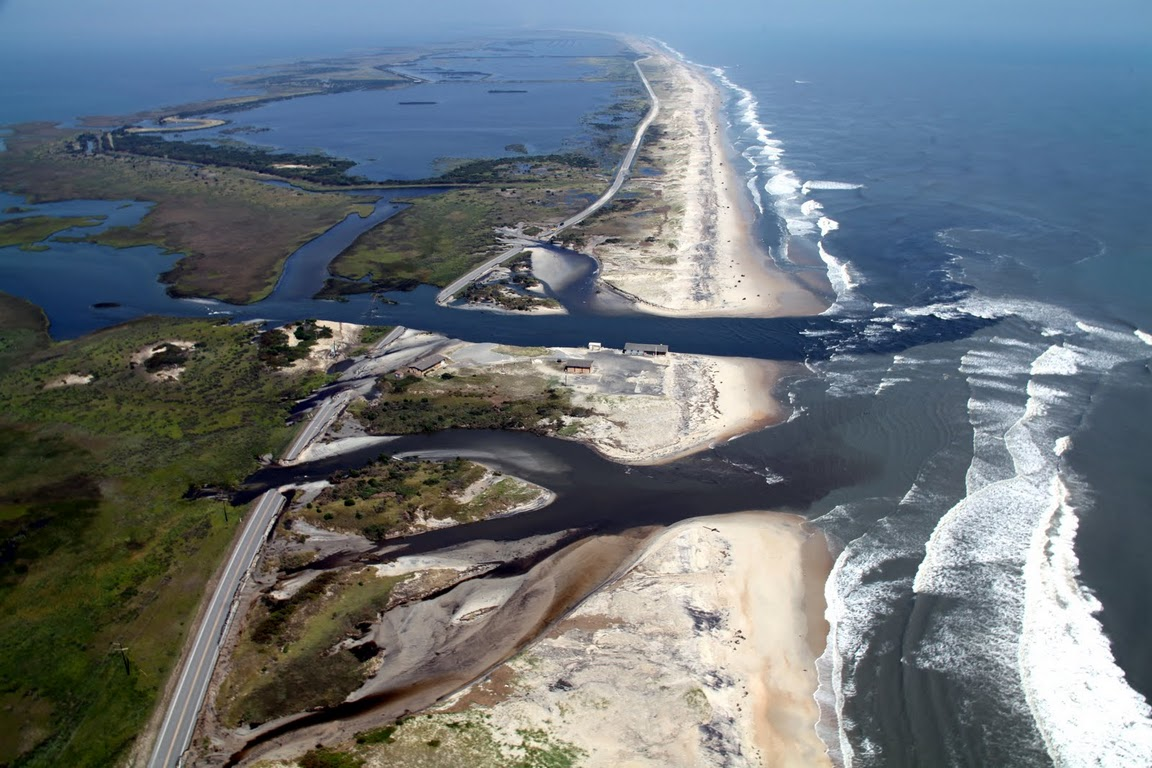
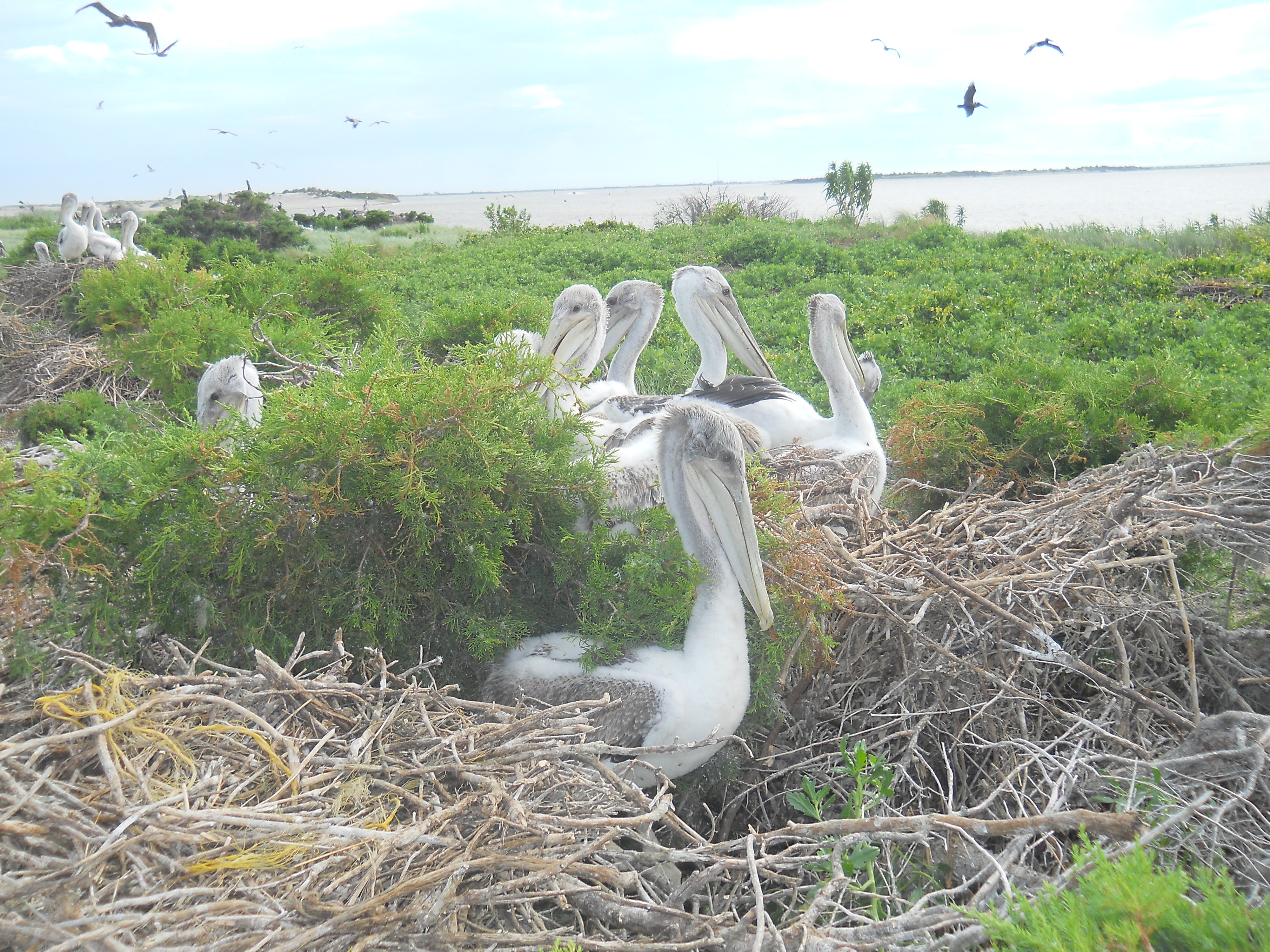
Pélicans bruns
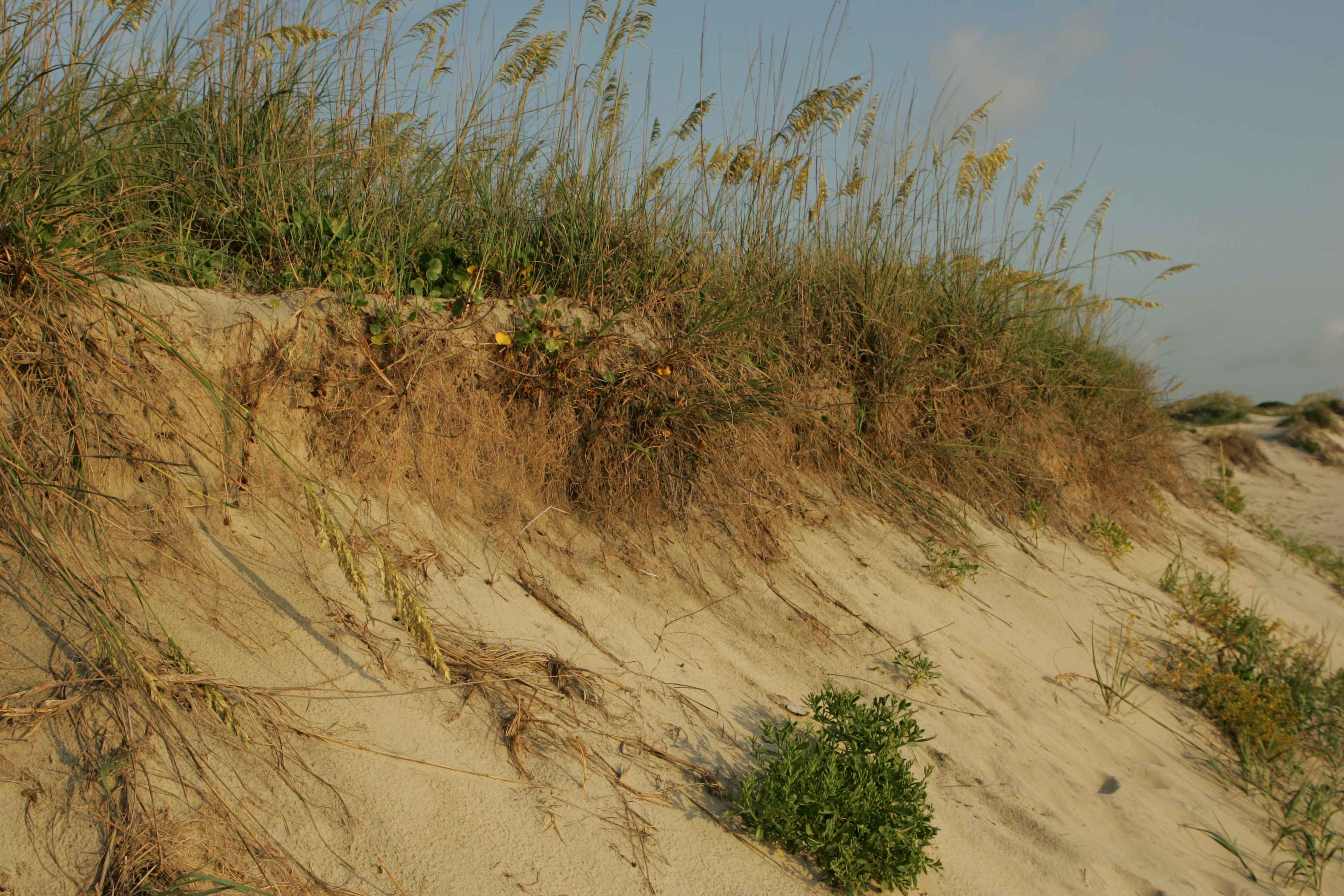
Erosion
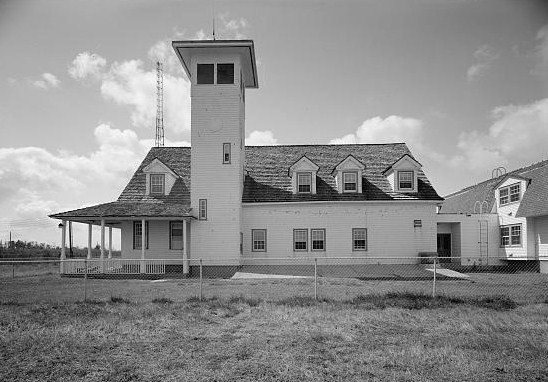
Oregon Inlet Station, au nord-est de Pea Island